# 前417年
| 千纪： | 前1千纪 |
| 世纪： | 前6世纪 \| 前5世纪 \| 前4世纪 |
| 年代： | 前440年代 \| 前430年代 \| 前420年代 \| 前410年代 \| 前400年代 \| 前390年代 \| 前380年代                                                                                             |
| 年份： | 前422年 \| 前421年 \| 前420年 \| 前419年 \| 前418年 \| 前417年 \| 前416年 \| 前415年 \| 前414年 \| 前413年 \| 前412年                                                               |
| 纪年： | 周威烈王九年 魯元公二十年 齊宣公三十九年 晉幽公十七年 趙獻子七年 魏文侯八年 韓武子八年 秦靈公八年 楚簡王十五年 宋昭公五十二年 衛懷公九年 鄭繻公六年 燕閔公二十二年 越王朱勾三十一年 |

## 大事記
- 魏軍擊敗秦軍，再次在少梁築城。秦軍則沿黃河修築防禦工事，阻止魏軍西進。
- 齊国攻晉国大夫趙氏境内，圍平邑（今河南省南樂县）。

## 出生
- 泰阿泰德，古希臘數學家
- 埃利斯的斐多，古希臘哲学家